# Xeropteryx
Xeropteryx là một chi bướm đêm thuộc họ Geometridae.